# Idaea conioptera
Idaea conioptera là một loài bướm đêm trong họ Geometridae.